# إريك روتنبرغ
إريك روتنبرغ (بالإنجليزية: Eric Rotenberg) خريج جامعة ولاية كارولاينا الشمالية في مدينة رالي في كارولاينا الشمالية. روتنبرغ عضو معهد مهندسي الكهرباء والإلكترونيات (IEEE) منذ عام 2015، لمساهمته في الأبحاث الكمبيوترية المصغرة المتعلقة بالمعالجات عالية الأداء.